# Fontenay-en-Parisis
Pour les articles homonymes, voir Fontenay et Parisis.
Fontenay-en-Parisis  est une commune française située dans le département du Val-d'Oise, en région Île-de-France.
Ses habitants sont appelés les Fontenaysiens.

## Géographie

### Description
Le village se situe en plaine de France, à 25 km au nord de Paris. Traversé au sud par la Francilienne, encaissé dans un vallon le village se love au pied de la butte témoin de Châtenay en France et se distingue de loin grâce au clocher élancé de son église.
Elle jouxte au nord Goussainville et est située à 23 km au nord de Paris, à 25 km à l'est de Pontoise et à 24 km au sud de Creil.

### Communes limitrophes

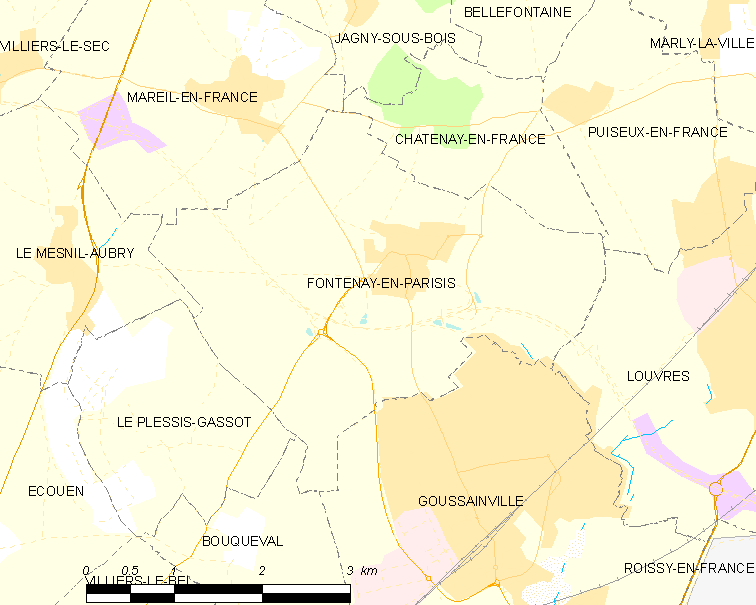
Carte de la commune.
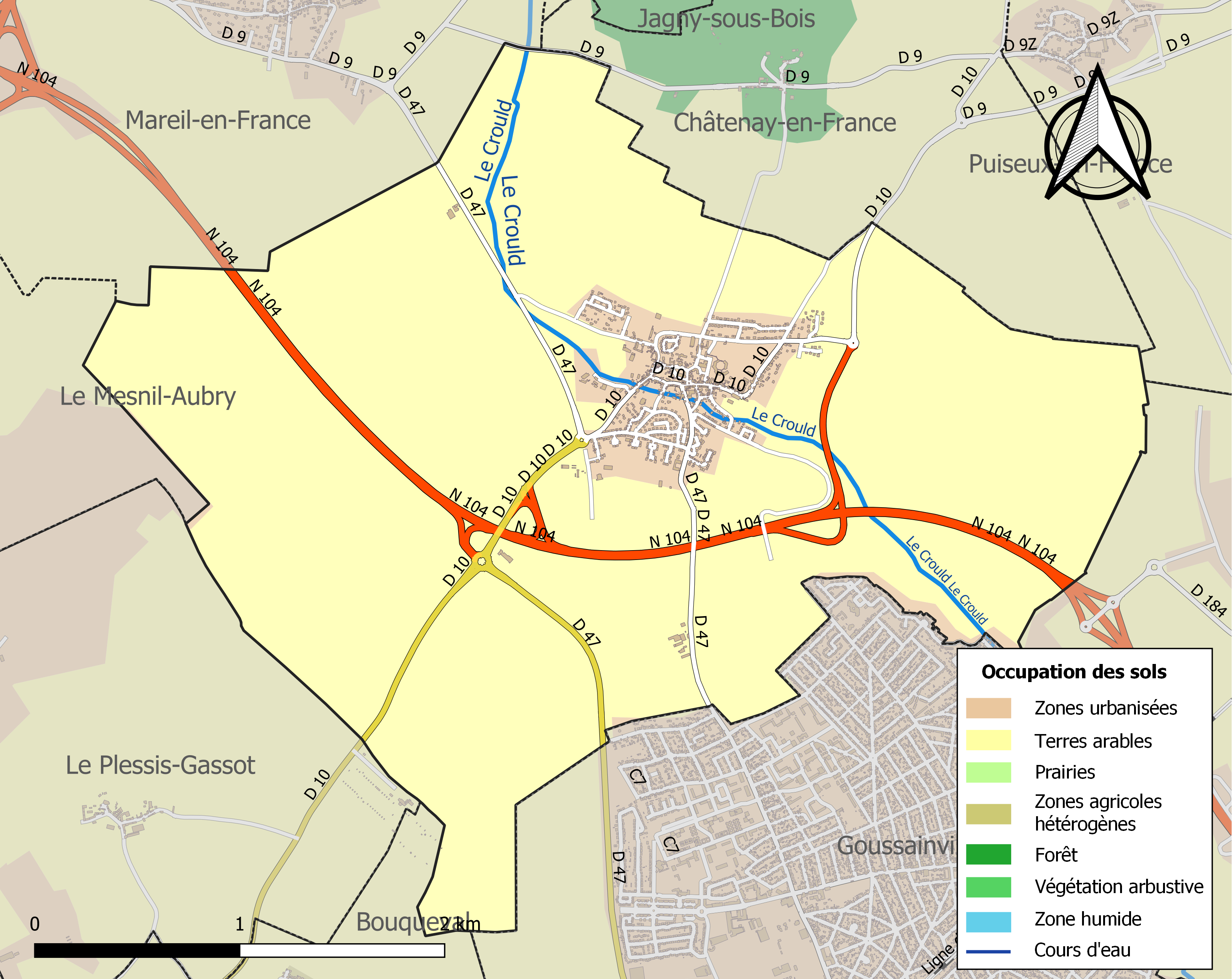
Occupation des sols.

### Climat
Pour des articles plus généraux, voir Climat de l'Île-de-France et Climat du Val-d'Oise.
En 2010, le climat de la commune est de type climat océanique dégradé des plaines du Centre et du Nord, selon une étude du CNRS s'appuyant sur une série de données couvrant la période 1971-2000. En 2020, Météo-France publie une typologie des climats de la France métropolitaine dans laquelle la commune est dans une zone de transition entre le climat océanique et le climat océanique altéré et est dans la région climatique Sud-ouest du bassin Parisien, caractérisée par une faible pluviométrie, notamment au printemps (120 à 150 mm) et un hiver froid (3,5 °C).
Pour la période 1971-2000, la température annuelle moyenne est de 10,9 °C, avec une amplitude thermique annuelle de 14,9 °C. Le cumul annuel moyen de précipitations est de 701 mm, avec 11,6 jours de précipitations en janvier et 8,1 jours en juillet. Pour la période 1991-2020, la température moyenne annuelle observée sur la station météorologique la plus proche, située dans la commune de Roissy-en-France à 8 km à vol d'oiseau, est de 12,1 °C et le cumul annuel moyen de précipitations est de 694,3 mm,. Pour l'avenir, les paramètres climatiques de la commune estimés pour 2050 selon différents scénarios d'émission de gaz à effet de serre sont consultables sur un site dédié publié par Météo-France en novembre 2022.

## Urbanisme

### Typologie
Au 1er janvier 2024, Fontenay-en-Parisis est catégorisée ceinture urbaine, selon la nouvelle grille communale de densité à sept niveaux définie par l'Insee en 2022.
Elle est située hors unité urbaine. Par ailleurs la commune fait partie de l'aire d'attraction de Paris, dont elle est une commune de la couronne,. Cette aire regroupe 1 929 communes,.

## Toponymie
Fontanicum en 814, Fontanidum en 832, Fontanetum en 1119, Fontaneum au XIIe siècle, Fontanum , Fontanetum juxta Marolium, Fontanetum juxta Luperas, Fontenet, Fontenay-en-France, Fontenet-sous-Louvres.
Son nom évoque les trois sources et les nombreux puits individuels et communaux qui fournissaient les villageois en eau potable. Fontenay ne porte définitivement le nom de Fontenay-en-Parisis que depuis 1904. Le village se situe au cœur du Pays de France, et dès 1119, Fontenay-en-Parisis est un des premiers lieux à porter le surnom en France.

## Histoire

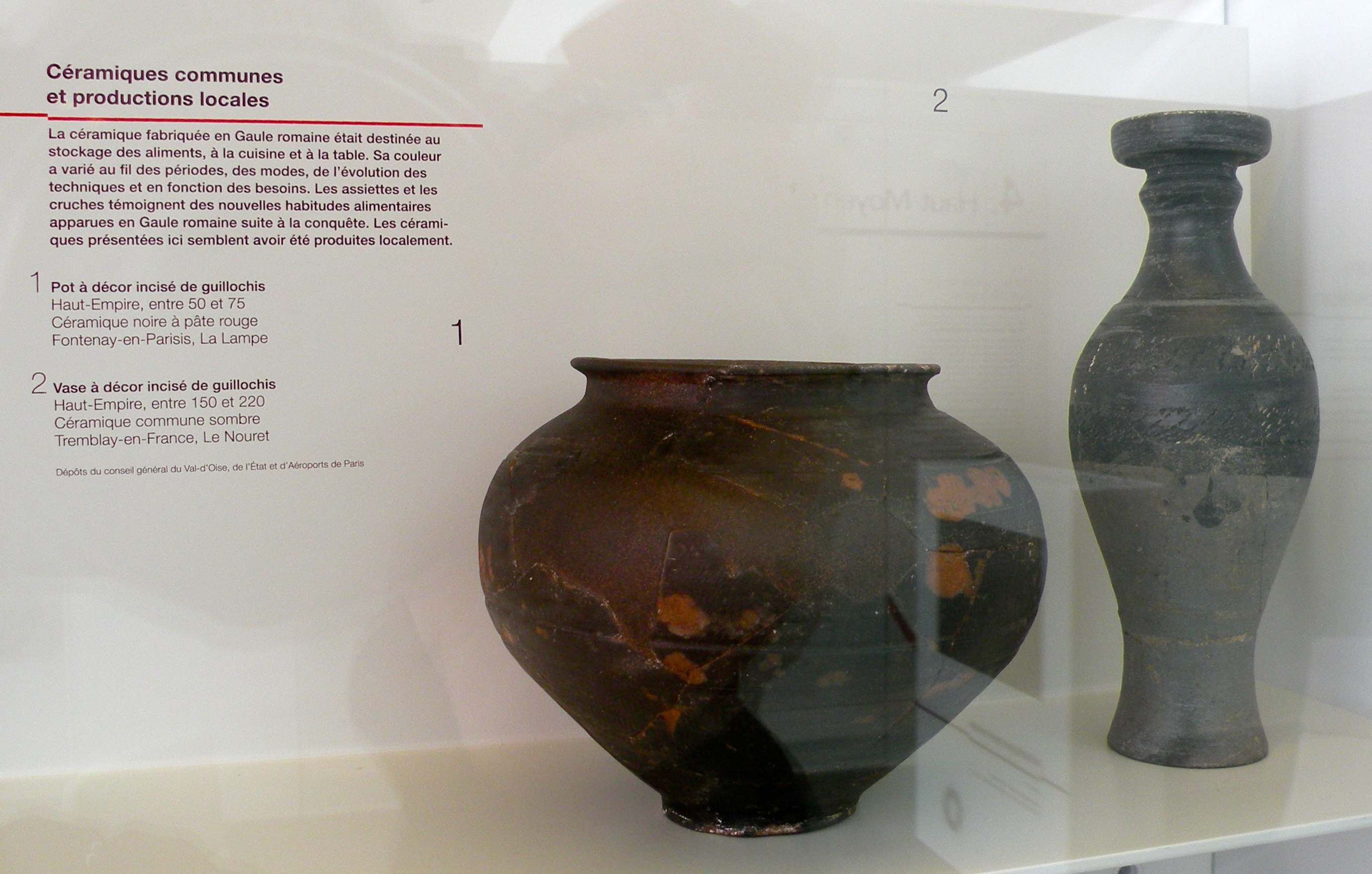
Pot gallo-romain (à gauche) à décor incisé de guillochis du Haut-Empire (entre 50 et 75 apr. J.-C.) découvert à Fontenay.

Des vestiges gaulois ont été découverts au lieu-dit La Lampe:
L'église, dédicacée en 1451, est dédiée à saint Vincent car il y eut des vignes dans le terroir jusqu’au XIIIe siècle (des lieux-dits en font état : les Vignes ou Bruilles, le Bois mort vignoble), et à saint Aquilin, patron du lieu, 12e évêque d'Évreux au VIIe siècle, dont les reliques y furent transférées. La possession d'un morceau de la vraie croix n’explique pas seule l’importance de l’édifice. Fontenay fut un gros bourg avant d’être ruiné par les guerres de religion et par la Fronde, puis décimé par l’épidémie de peste de la sombre année 1694. Les registres portent cent-vingt-neuf morts, mais une plaque dans l’église en mentionne plus de trois cents.
Jusqu’à la Révolution française, Fontenay est la bourgade principale d'une seigneurie élevée au rang de marquisat en 1637 par Louis XIII, en remerciement des services rendus à la couronne par François du Val, seigneur de Fontenay. Ce marquisat comprenait les villages de Mareil-en-France, Jagny-sous-Bois et Villiers-le-Sec. Les Du Val étaient marchands de chandelles. Le premier Du Val à posséder la terre de Fontenay est Germain Du Val. Il l’avait acheté à Jean Balue, curé de Saint-Eustache. Personnage très influent à la cour, il avait obtenu pour son bourg un marché tous les mercredis et deux foires annuelles, les 14 septembre et 28 décembre.
Le 14 septembre étant également jour de l’exaltation de la Sainte-Croix, cette fête attirait de nombreux pèlerins, car l’église abritait alors une relique de la vraie croix de Jésus-Christ, malheureusement disparue à la Révolution. C’est en effet à Fontenay que fut d’abord déposée la croix rapportée de Jérusalem au XIIIe siècle avant d’être transportée à Saint-Cloud. Les pèlerins en profitaient pour acheter les superbes dentelles de soie au point de Chantilly fabriquées au village. Après la Révolution, avec la disparition du clergé et de la noblesse, la dentellerie connût son premier ralentissement avant que la mécanisation ne sonne son glas au XIXe siècle.
C’est au cours de la Troisième République que le village prend l’aspect qu’il gardera jusqu’au début des années 1960. En 1875, le cimetière est transféré à l’emplacement actuel, et en 1884, la mairie et deux classes contiguës sont créées. En 1891 le presbytère est installé dans l’ancienne mairie (cadastre A566), devenue ensuite école maternelle avec logement de l’institutrice et du garde champêtre, puis cantine, salle de réunion pour les jeunes et de nos jours, maison des associations. En 1895, est planté le marronnier comme Arbre de la liberté. L’actuel bureau de poste est installé dans les dépendances de l’ancienne ferme des Mathurins.

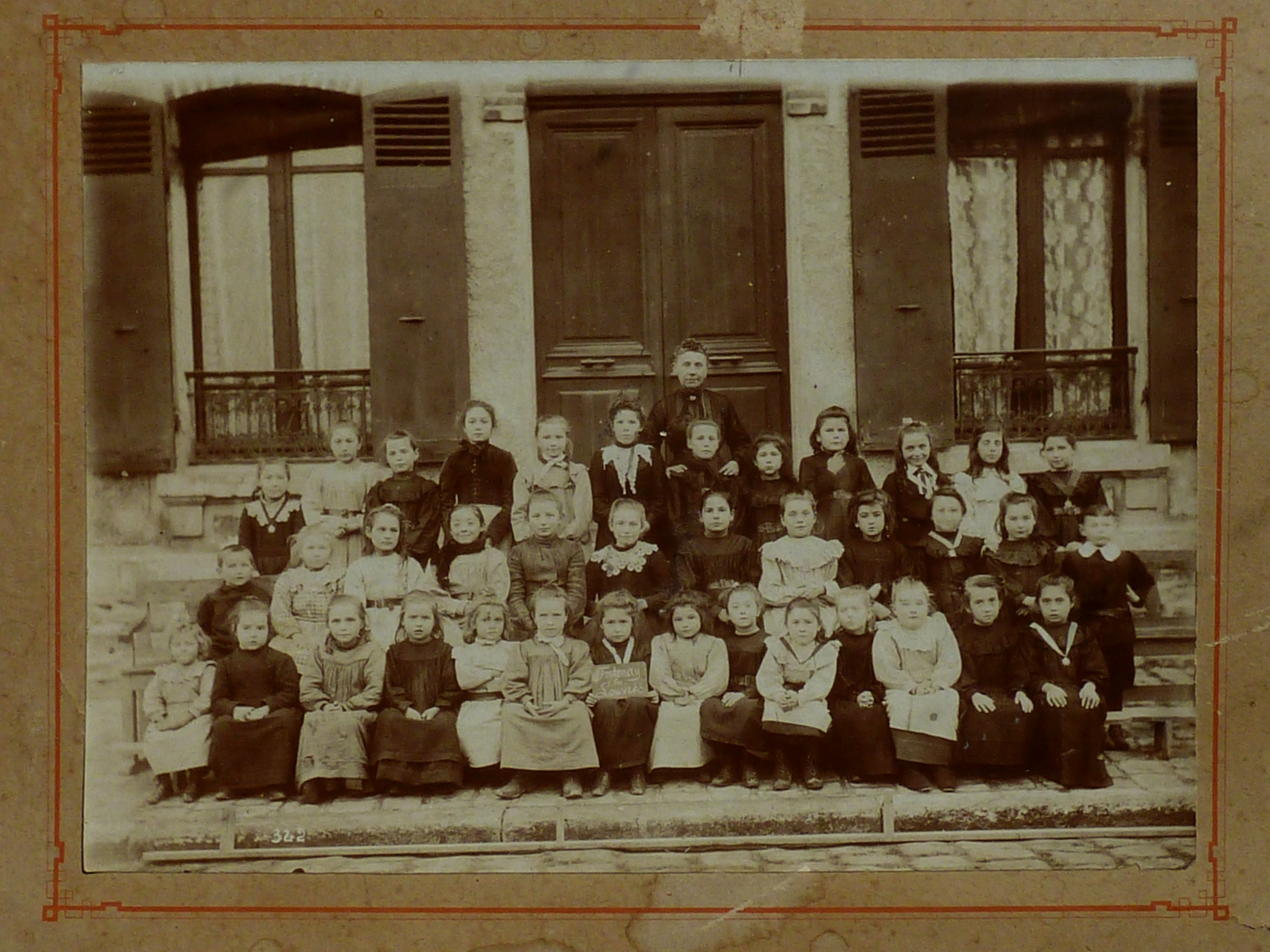
L'école des filles, vers 1860.

Après avoir à deux reprises transformé le bas du bourg en patinoire sous les effets conjugués d’une inondation suivi d’un froid rigoureux, le ruisseau qui traversait Fontenay à ciel ouvert a été canalisé en 1873. Alimenté par les trois sources du village, il va se déverser dans le Croult lequel va ensuite grossir les eaux de la Seine après être passé au Thillay, à Gonesse, à Bonneuil et à Saint-Denis. Au cœur du village, la source des Trois Pierres formait un grand abreuvoir où venaient boire les chevaux au retour des champs, d'où son nom de gué aux chevaux (face à la rue des Tournelles). La source est encore visible et sera prochainement remise en valeur.
Vers 1960, Fontenay possédait encore deux lavoirs. L'un d'eux, alimenté par la source « Maître Renault », a disparu pour faire place à un parking. Celui qui subsiste est appelé Frontignon, d'après la source qui l'alimente. Restauré en 1991, il a retrouvé son aspect initial et reste le témoin d'un passé que les habitants ne veulent pas oublier. Au point de vue architectural, il doit sa particularité à son toit à quatre pentes, rarissime dans la région.
Le village vivait de l’activité agricole, il y avait encore neuf fermes au début des années 1950, et de l’activité dentellière. Si cette dernière a disparu, Fontenay en garde encore une trace vivante, chère au cœur des fontenaysiens grâce au legs BAZIN, dernier entrepreneur en dentelles parisien et gros pourvoyeur de main d'œuvre féminine sur le village. Depuis 1877, une jeune fille qui doit « être née et avoir été élevée à Fontenay, être âgée de 18 à 22 ans et considérée des habitants de la commune » est élue rosière par le CCAS (centre communal d’action sociale). Elle est solennellement couronnée le dimanche le plus proche du 24 juin, fête de la nativité de saint Jean-Baptiste. Toute l’année, elle présidera les fêtes et cérémonies du village au côté des élus, et devra entretenir et fleurir la tombe de M. Bazin. En l’an 2000, une magnifique exposition a rappelé ces cent-vingt-trois années de l'histoire de la commune, et un recueil, écrit et illustré par un collectif de fontenaysiens a été édité afin que les traditions liées à cette fête restent dans les mémoires.

### Les Hospitaliers
Une ferme située à Fontenay appartenait  à la commanderie de Puiseux des Hospitaliers de l'ordre de Saint-Jean de Jérusalem avec ses terres, des droits de cens et de dîme  Elle était affermée 32 livres parisis par an en 1389.

## Politique et administration

### Rattachements administratifs et électoraux

#### Rattachements administratifs
Antérieurement à la loi du 10 juillet 1964, la commune faisait partie du département de Seine-et-Oise. La réorganisation de la région parisienne en 1964 fit que la commune appartient désormais au département du Val-d'Oise et à son arrondissement de Sarcelles après un transfert administratif effectif au 1er janvier 1968.
Elle faisait partie de 1806 à 1967 du canton d'Écouen de Seine-et-Oise. Lors de la mise en place du Val-d'Oise, la commune intègre le canton de Luzarches. Dans le cadre du redécoupage cantonal de 2014 en France, cette circonscription administrative territoriale a disparu, et le canton n'est plus qu'une circonscription électorale.
Fontenay-en-Parisis fait partie de la juridiction d’instance de Gonesse (depuis la suppression du tribunal d'instance d'Écouen en février 2008), et de celle du tribunal judiciaire ainsi que de celle du commerce de Pontoise,.

#### Rattachements électoraux
Pour les élections départementales, la commune est membre depuis 2014 du canton de Fosses
Pour l'élection des députés, elle fait partie de la neuvième circonscription du Val-d'Oise.

### Intercommunalité
Fontenay-en-Parisis était membre depuis 2002 de la communauté d'agglomération Roissy Porte de France, un établissement public de coopération intercommunale (EPCI) à fiscalité propre créé en 2001 et auquel la commune avait transféré un certain nombre de ses compétences, dans les conditions déterminées par le code général des collectivités territoriales.
Dans le cadre de la mise en œuvre de la loi MAPAM du 27 janvier 2014, qui prévoit la généralisation de l'intercommunalité à l'ensemble des communes et la création d'intercommunalités de taille importante, cette intercommunalité a fusionné avec sa voisine pour former, le 1er janvier 2016, la communauté d'agglomération Roissy Pays de France dont est désormais membre la commune.

### Liste des maires
| Période                                  | Période                       | Identité             | Étiquette | Qualité                                      |
| ---------------------------------------- | ----------------------------- | -------------------- | --------- | -------------------------------------------- |
| Les données manquantes sont à compléter. |                               |                      |           |                                              |
| 1906                                     | 1919                          | André Bernard        |           |                                              |
| 1919                                     | 1922                          | Louis Gloriand       |           |                                              |
| 1922                                     | 1929                          | Jules Deneux-Charlot |           |                                              |
| 1929                                     | 1938                          | André Bullot         |           |                                              |
| 1938                                     | 1944                          | Albert Browaëys      |           |                                              |
| 1944                                     | 1959                          | Henri Mauffroy       | PCF       |                                              |
| 1959                                     | 1987                          | Pierre Jumentier     |           |                                              |
| 1987                                     | 1989                          | Jean Louis           |           |                                              |
| 1989                                     | 2002                          | André Bedos          |           |                                              |
| 2002                                     | 2014                          | Michèle Greneau      | PS        | Retraitée                                    |
| 2014                                     | En cours (au 2 décembre 2020) | Roland Py            | SE        | Fonctionnaire Réélu pour le mandat 2020-2026 |

## Population et société

### Démographie
L'évolution du nombre d'habitants est connue à travers les recensements de la population effectués dans la commune depuis 1793. Pour les communes de moins de 10 000 habitants, une enquête de recensement portant sur toute la population est réalisée tous les cinq ans, les populations de référence des années intermédiaires étant quant à elles estimées par interpolation ou extrapolation. Pour la commune, le premier recensement exhaustif entrant dans le cadre du nouveau dispositif a été réalisé en 2006.

En 2022, la commune comptait 2 220 habitants, en évolution de +13,09 % par rapport à 2016 (Val-d'Oise : +4 %, France hors Mayotte : +2,11 %).
| 1793 | 1800 | 1806 | 1821 | 1831 | 1836 | 1841 | 1846 | 1851 |
| ---- | ---- | ---- | ---- | ---- | ---- | ---- | ---- | ---- |
| 677  | 655  | 619  | 608  | 533  | 530  | 563  | 547  | 542  |

| 1856 | 1861 | 1866 | 1872 | 1876 | 1881 | 1886 | 1891 | 1896 |
| ---- | ---- | ---- | ---- | ---- | ---- | ---- | ---- | ---- |
| 540  | 545  | 517  | 512  | 520  | 565  | 574  | 555  | 562  |

| 1901 | 1906 | 1911 | 1921 | 1926 | 1931 | 1936 | 1946 | 1954 |
| ---- | ---- | ---- | ---- | ---- | ---- | ---- | ---- | ---- |
| 562  | 587  | 526  | 534  | 705  | 852  | 982  | 817  | 907  |

| 1962 | 1968 | 1975 | 1982 | 1990  | 1999  | 2006  | 2011  | 2016  |
| ---- | ---- | ---- | ---- | ----- | ----- | ----- | ----- | ----- |
| 527  | 617  | 937  | 899  | 1 716 | 1 710 | 1 912 | 1 894 | 1 963 |

| 2021  | 2022  | - | - | - | - | - | - | - |
| ----- | ----- | - | - | - | - | - | - | - |
| 2 149 | 2 220 | - | - | - | - | - | - | - |

### Enseignement
La commune possède l'école maternelle « Françoise Dolto » et l'école élémentaire « Les hirondelles ».
Sur le plan de l'enseignement secondaire, les élèves sont orientés vers les établissements du chef-lieu de canton, Luzarches. Il s'agit du collège « Anna de Noailles » et du lycée « Gérard de Nerval ».

### Santé
La MGEN y a ouvert un établissement d'hébergement pour personnes âgées dépendantes (EHPAD) en 2003.
Fontenay dispose[Quand ?] d'un cabinet médical avec deux médecins généralistes. Il y a également un chirurgien-dentiste. Le secteur paramédical est représenté par deux infirmières libérales, un masseur-kinésithérapeute et une pédicure-podologue. Une orthophoniste est aussi installé sur la commune[réf. nécessaire].

## Culture locale et patrimoine

### Lieux et monuments
Fontenay-en-Parisis compte un monument historique sur son territoire : 
- Église Saint-Aquilin, au sommet de la butte au centre du village (classée monument historique par arrêté 12 juillet 1886[27]) : par sa position privilégiée sur un promontoire, l'église de Fontenay est visible de loin et marque fortement le paysage urbain du village. C'est l'une des églises les plus imposantes de tout le pays de France, mesurant 42 m de long dans son axe, et atteignant 44 m au sommet de sa flèche. De style gothique, elle possède toutefois un clocher roman du tout début du XIIe siècle, et le mur méridional du bas-côté sud provient encore d'un édifice précédent de la fin du XIe siècle. Sinon, l'église réunit une nef bâtie entre 1220 et 1240 à un chœur à déambulatoire du XIIIe siècle. La Renaissance a seulement apporté un édicule au nord-ouest de l'église, servant actuellement de chapelle baptismale, et la reconstruction du déambulatoire[28],[29],[30].

L'église Saint-Aquilin
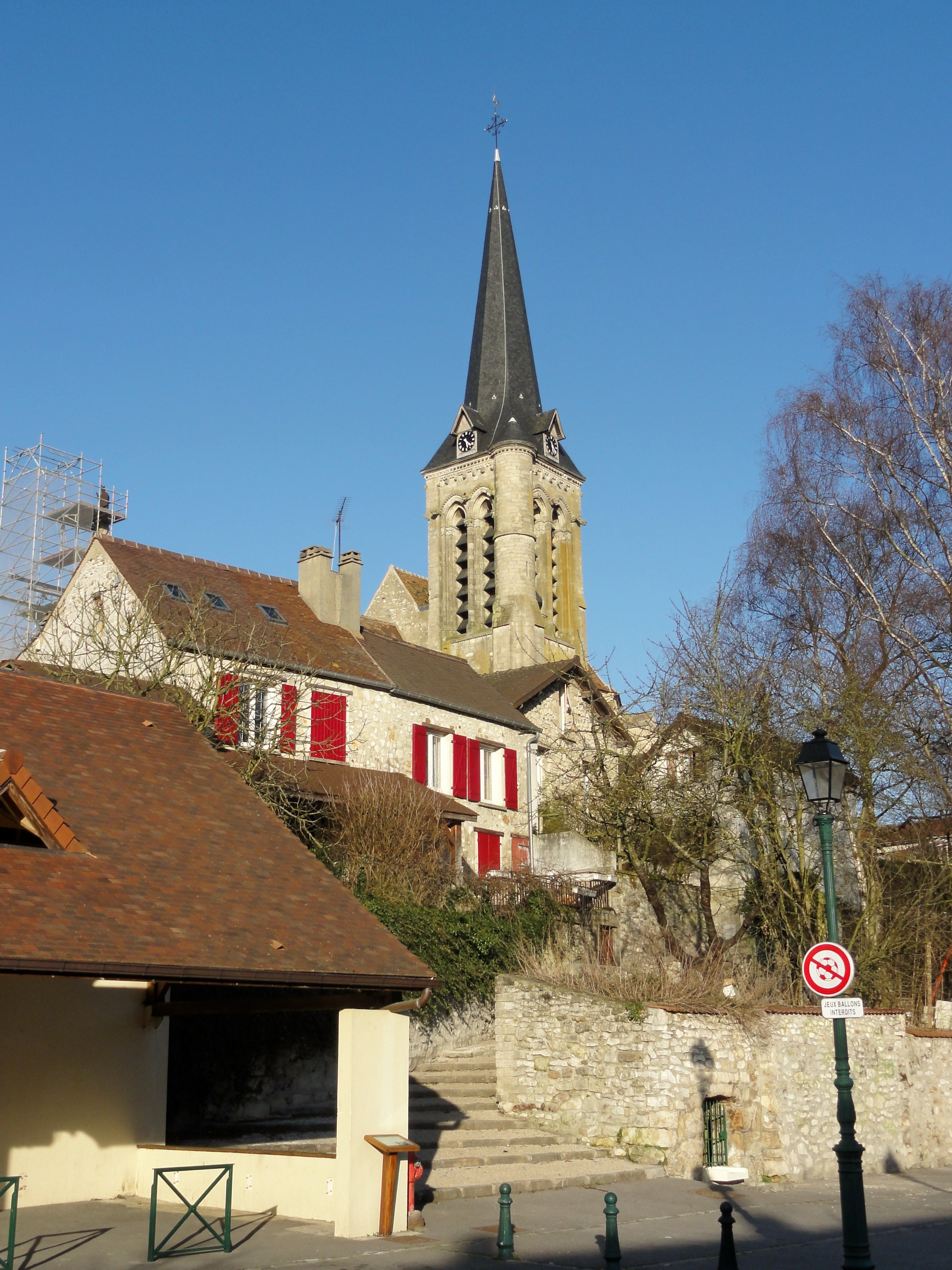
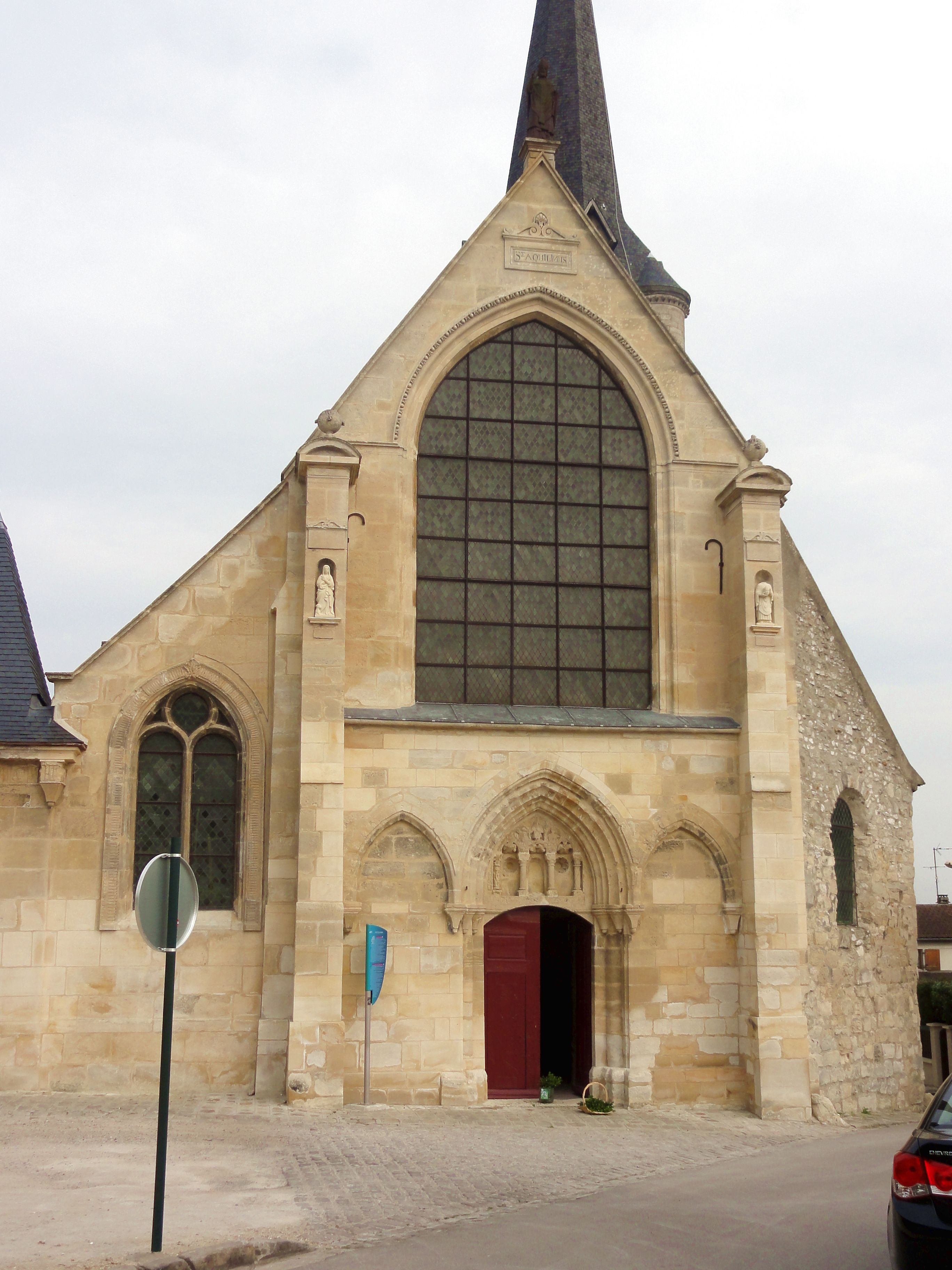
Façade occidentale
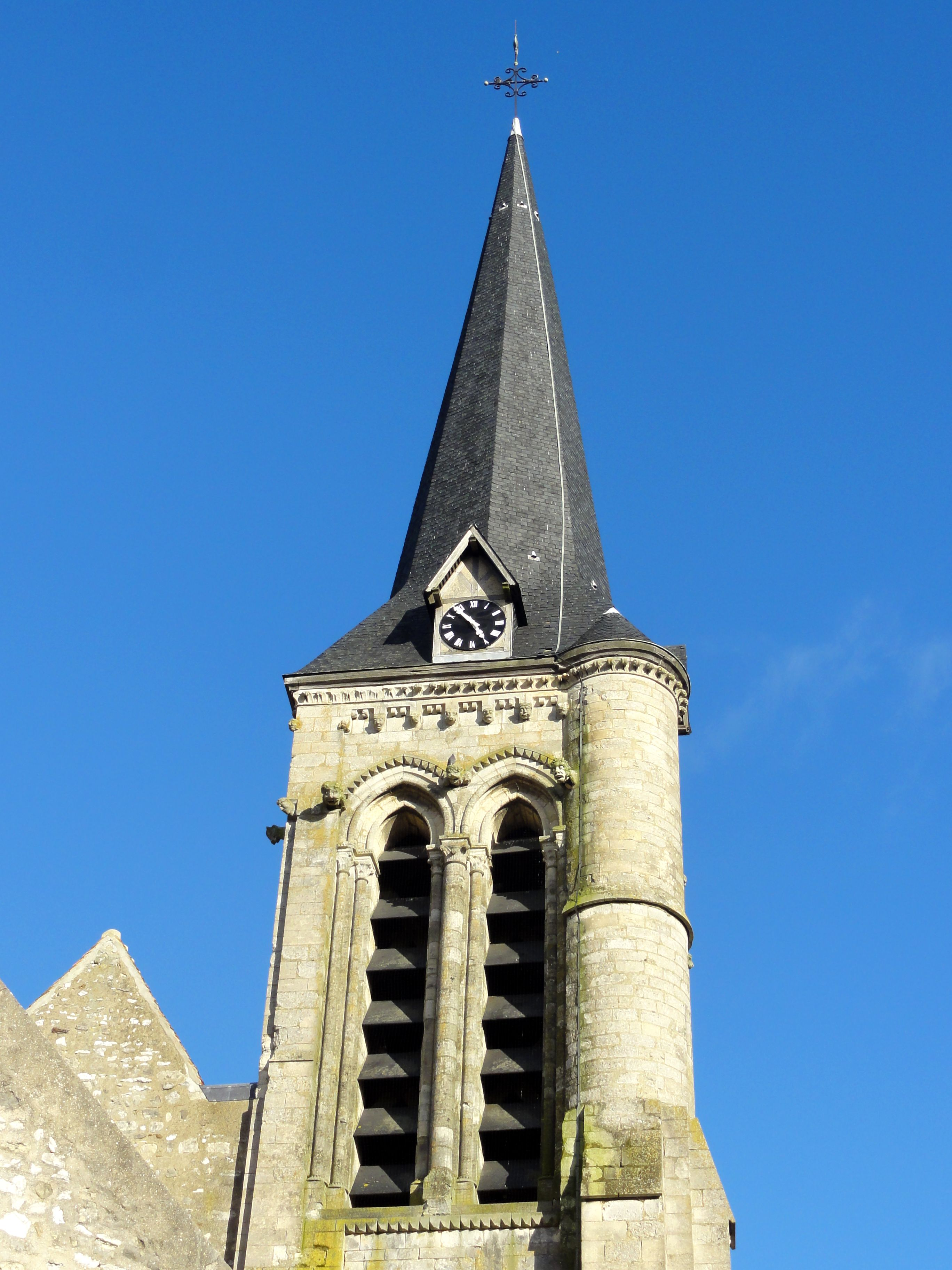
Le clocher
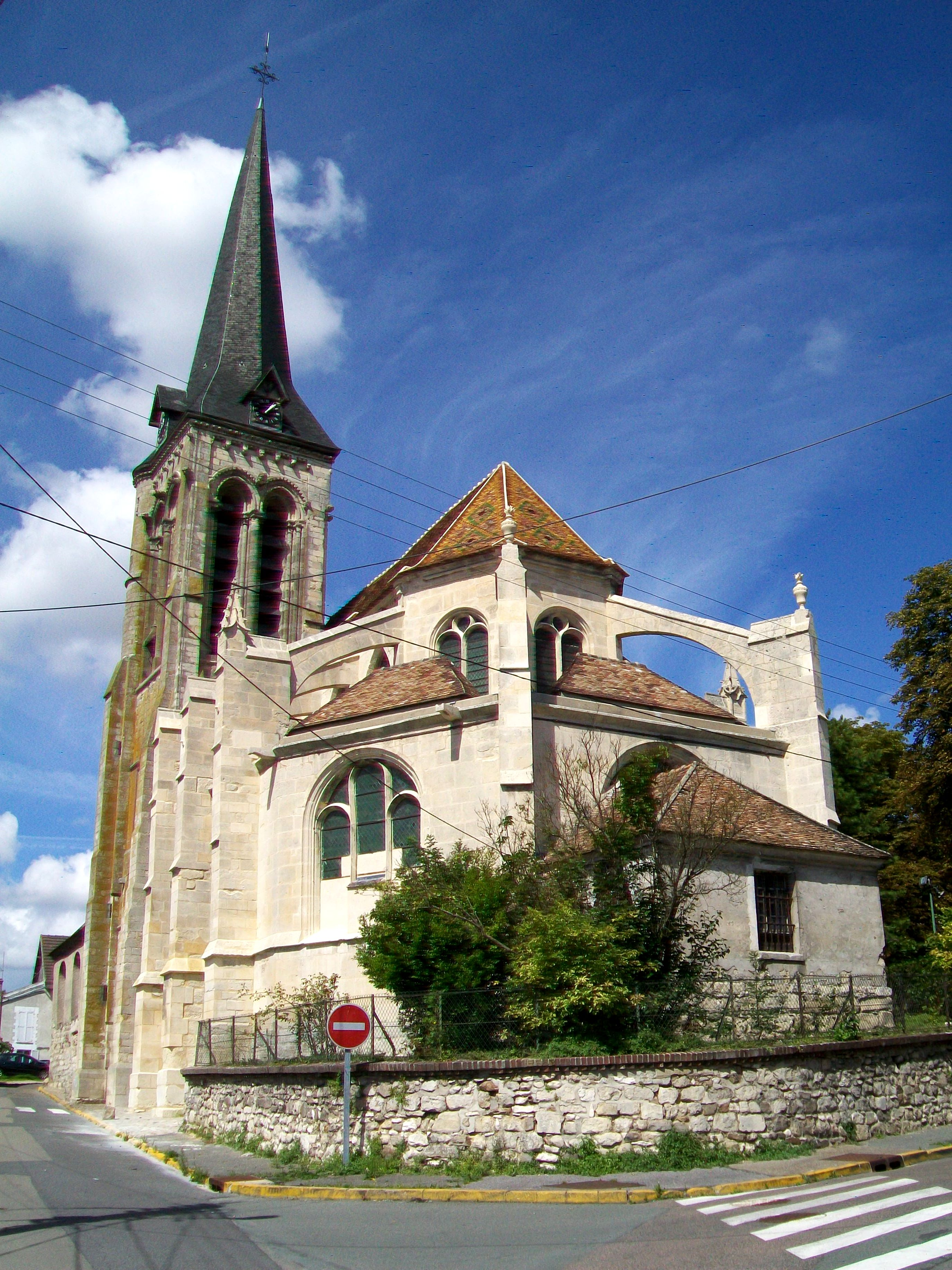
Vue du chevet
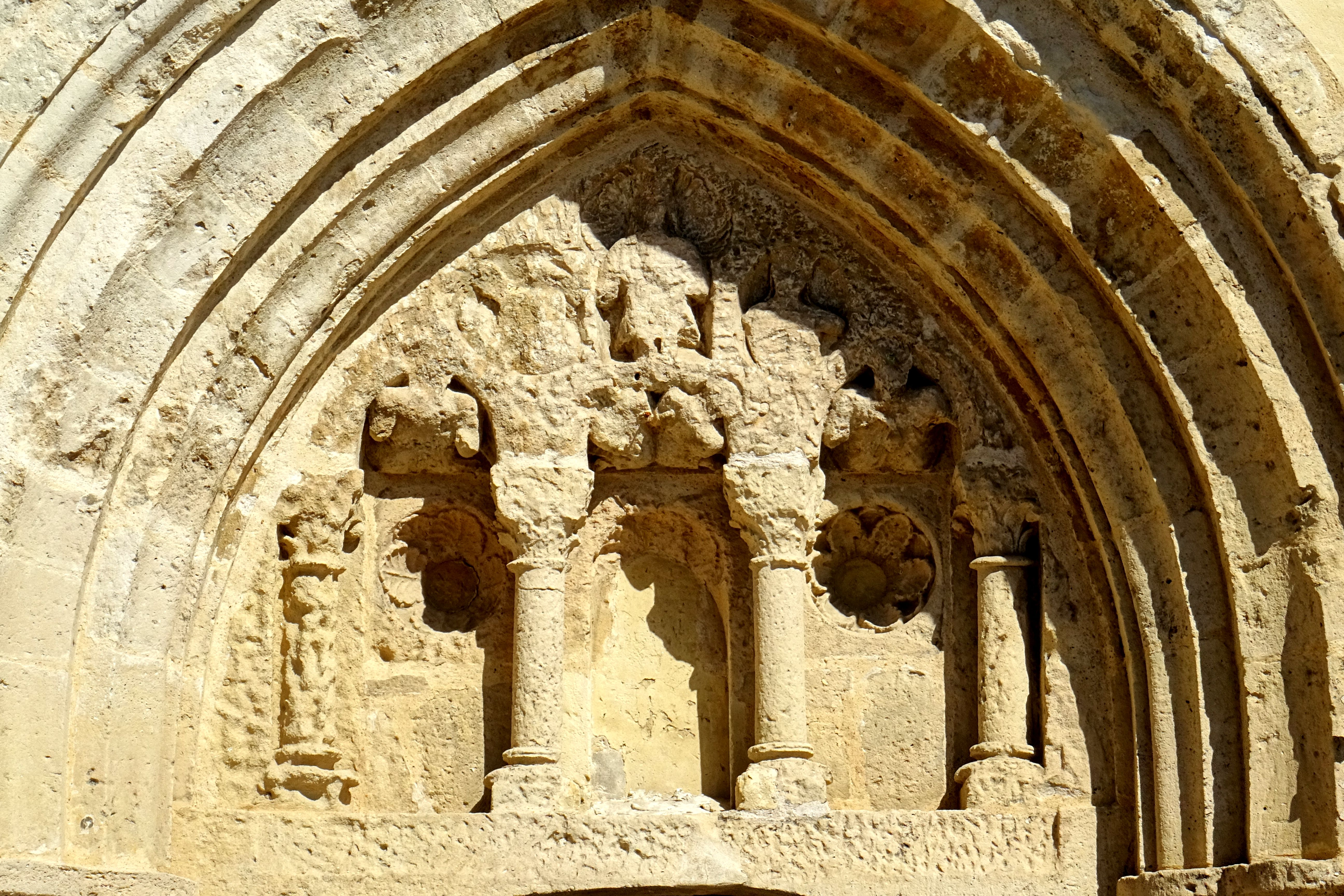
Détail du tympan sculpté roman du portail

On peut également signaler :
- Le lavoir du Frontignon, en bas de la rue Frontignon, à l'est du vieux village : lavoir couvert du XIXe siècle, de plan carré, avec un toit couvert de tuiles plates reposant sur quatre piliers maçonnés. L'eau provient d'une source directement à côté du lavoir, dans un petit local souterrain dans le talus à l'ouest. Ce lavoir a été agrandi en 1895 par un second bassin, plus petit et non couvert, conçu par l'architecte M. Cailleur de Saint-Denis. Il fut destiné au lavage de sacs d'engrais, de couches et d'autres articles polluants. Couvert de terre pendant longtemps, il a été dégagé lors de la restauration du lavoir en 1991. - Fontenay possédait au XIXe siècle deux autres lavoirs, qui ont disparu[28].
- L'ancien manoir du Sévy, rue du Sévy, au nord du bourg : construit vers 1615, le manoir est le dernier vestige d'une très grande demeure entouré d'un parc, qui servait de résidence estivale à des magistrats parisiens pendant près de 150 ans. Au milieu du XVIIIe siècle, la propriété passa entre les mains de notables locaux, et fut ensuite acquise par les ancêtres de la famille Brière vers 1850. Le 22 mars 1957, Gaston Brière fait don du manoir, de son parc de 5 ha et de 35 ha à la Mutuelle générale de l'Éducation nationale. Une maison de retraite y est ouvert en 1983, transformée en EHPAD pour l'accueil de personnes atteintes de la maladie d'Alzheimer en 2003[31].
- L'ancienne plaque Michelin d'entrée au village, à l'est du bourg, au carrefour route de Mareil / rue de l'Échelette : elle annonce l'arrivée à Fontenay-en-Parisis sur le « GC 47 », le chemin de grande communication no 47. Cette catégorie de routes à la charge des communes a été supprimée en 1938 en faveur des chemins départementaux. Quant à l'ancien département de Seine-et-Oise, sa suppression est effective depuis le 1er janvier 1968. - Aujourd'hui restauré, le panneau est l'un des très rares exemples survivants de cette forme particulière de signalétique Michelin, appelée mur de signalisation[32]. Le support en béton armé repose sur deux piliers, et l'inscription est répartie sur six plaques de lave émaillée.
- L'ancienne maison des pompiers avec corps de garde, rue Ambroise-Jacquin : cette petite maison est bâtie sur le talus qui sépare la rue Ambroise-Jacquin, principale rue commerçante du bourg, de la voie conduisant vers l'église. Grâce à cette particularité, le bâtiment possède deux entrées plain-pied. L'étage servait de remise à la pompe à incendie, comme en témoignent encore des inscriptions, et le rez-de-chaussée de corps de garde.
- La fontaine de l'abreuvoir de la place du Gué aux Chevaux : cette fontaine aujourd'hui tarie alimentait un abreuvoir pour chevaux, à droite, au pied du mur de soutènement consolidant le talus. Une grande fresque dans l'abri construit en 2006 dans le cadre de la requalification de l'espace urbain représente cet abreuvoir en plein centre-ville, reproduction d'une carte postale ancienne. Dans le local de la fontaine, sont exposées les deux têtes de lion en bronze qui crachaient jadis l'eau.
- Le cimetière de Fontenay-en-Parisis est connu pour avoir hébergé, enterré derrière une tombe, le magot du gang des postiches. C'est Michel Fourniret et sa femme Monique Olivier qui viendront le déterrer une nuit de mars 1988[33].

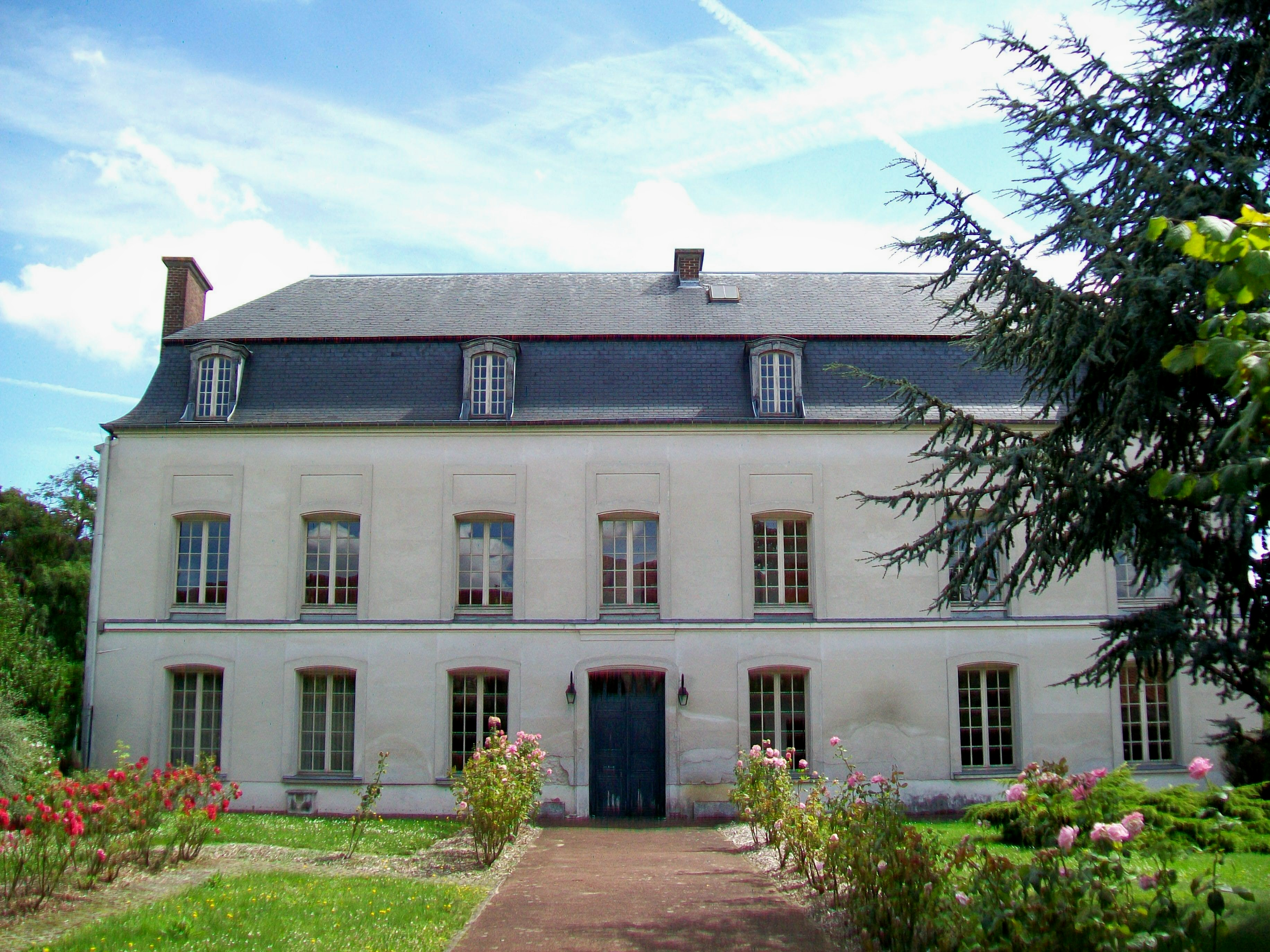
L'ancien manoir du Sévy, rue du Sévy, au nord du bourg.
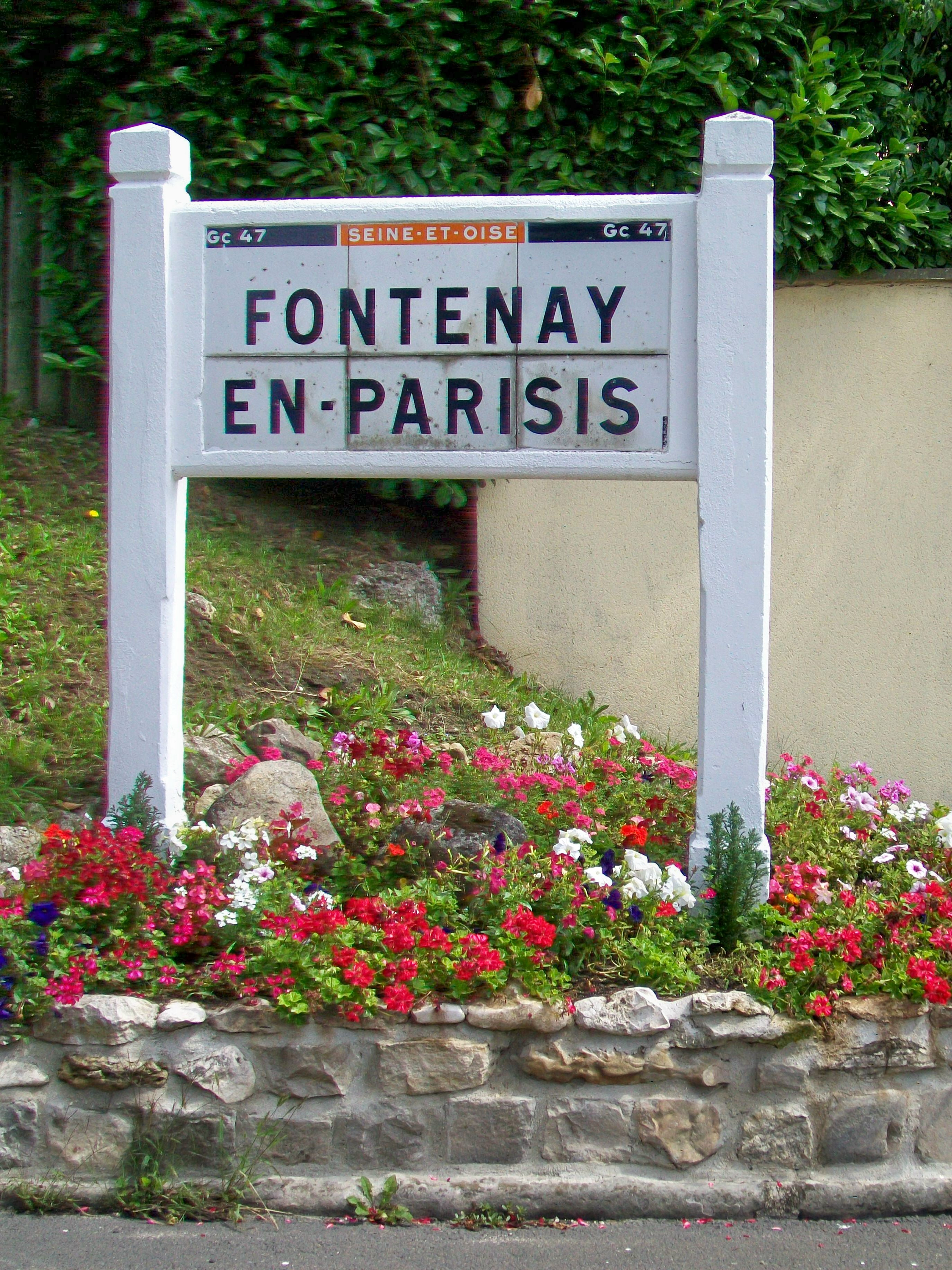
Vieille plaque Michelin, route de Mareil -rue de l'Échelette, à l'ouest du bourg.
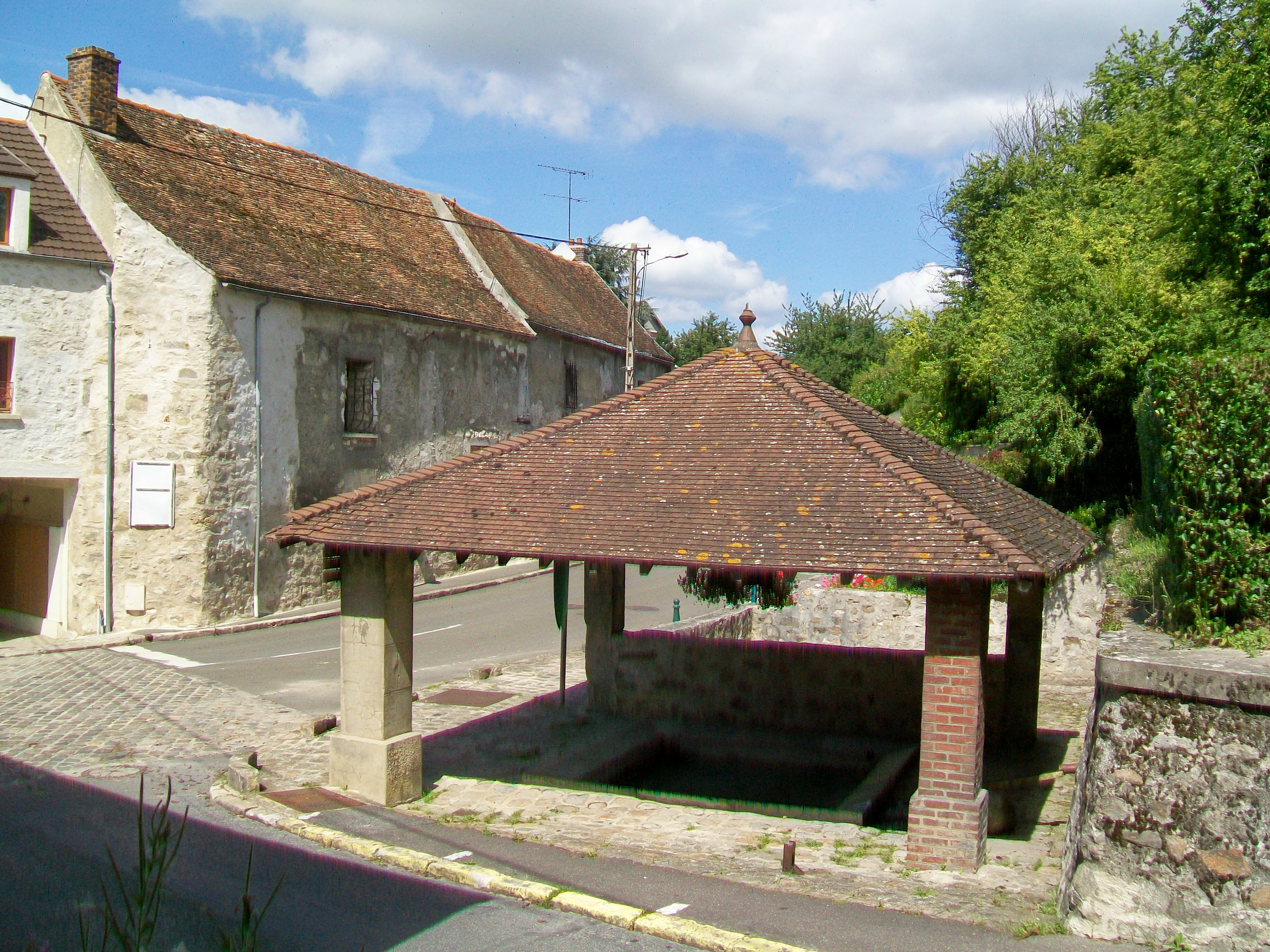
Le lavoir dit de Frontignon, en bas de la rue du même nom.
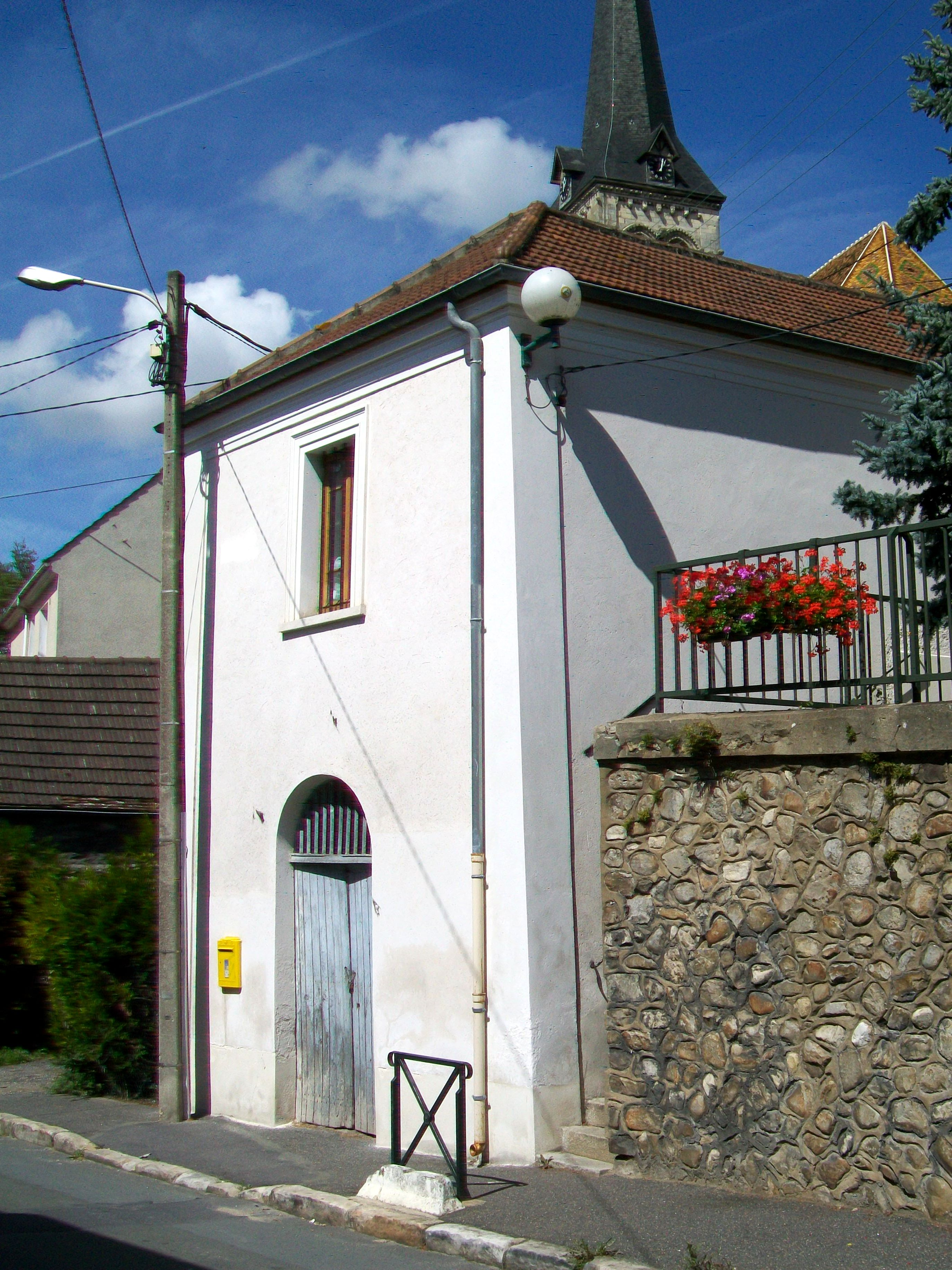
Ancienne maison des pompiers avec corps de garde, rue Ambroise-Jacquin.
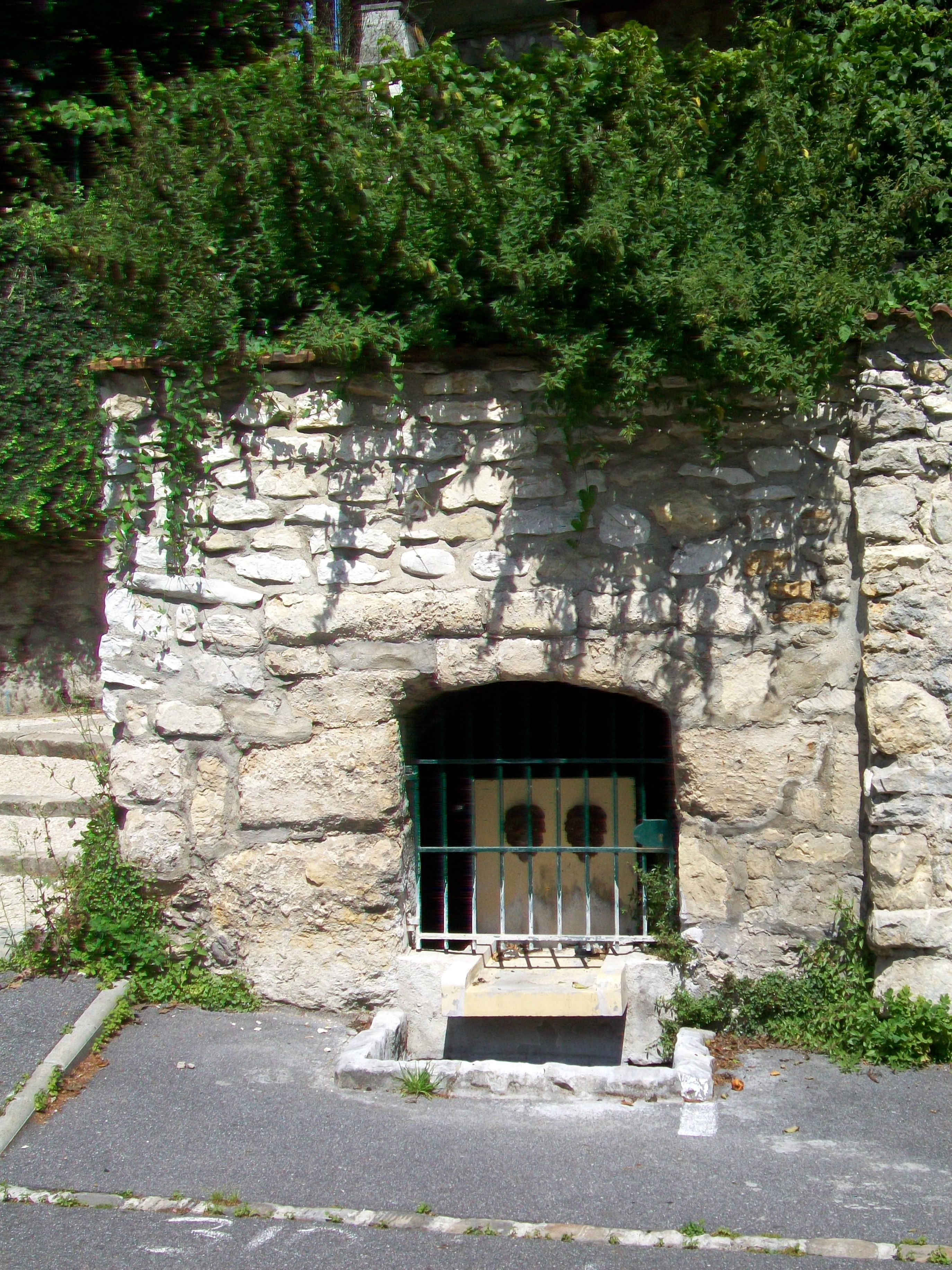
La fontaine de l'abreuvoir (disparu) de la place du Gué aux Chevaux.

### Héraldique
| Blason de Fontenay-en-Parisis | Blason  | D'azur au chevron d'argent accompagné de trois fers de lance du même, ceux du chef versés. |
| Blason de Fontenay-en-Parisis | Détails | Adopté par la municipalité.                                                                |